# Metal Gear
Metal Gear (メタルギア?, Metaru Gia) è il primo videogioco della serie omonima, creata da Hideo Kojima. È uscito nel 1987, all'inizio solo per MSX2, e poi in seguito convertito per Nintendo Entertainment System, MS-DOS e Commodore 64. Si prevedeva un'altra versione per la piattaforma Amiga, le cui immagini rimasero sulla confezione per IBM, ma venne abbandonata per il dileguamento della maggior parte degli editor dalla produzione di altri giochi, in conseguenza della pirateria.
Metal Gear è stato riproposto (nella sua versione Famicom) in un disco bonus incluso nell'edizione speciale di Metal Gear Solid: The Twin Snakes, messa in commercio solo in Giappone. La versione originale MSX2 è stata distribuita in Metal Gear Solid 3: Subsistence, nel disco Persistence, completamente tradotta in lingua italiana; conseguentemente, compare anche nella raccolta Metal Gear Solid: HD Collection, selezionando Metal Gear Solid 3.
Dal settembre 2020 il gioco è disponibile anche su GOG.com.

## Trama
1995: Outer Heaven, Sudafrica. Inizia l'Operazione Intrusione N313: Snake, agente dell'unità FOXHOUND supportato via radio dal suo comandante Big Boss, deve infiltrarsi in Outer Heaven e distruggere "l'arma finale", il Metal Gear: si tratta di un carro armato bipede dotato di armi nucleari e in grado di muoversi su ogni genere di terreno. Per prima cosa, Snake deve trovare Gray Fox, un membro di FOXHOUND che era entrato in Outer Heaven qualche giorno prima, ma che era stato catturato e rinchiuso in una cella segreta. Durante la sua ricerca, Snake libera alcuni prigionieri che gli forniscono la frequenza radio di Diane, un'agente della Resistenza, la quale ha informazioni sui nemici, e gli spiegano che l'unico modo per raggiungere la cella segreta in cui è detenuto Gray Fox è farsi catturare.
Così Snake si lascia trovare dai nemici e viene portato in cella da Gray Fox, il quale gli spiega che l'unica persona che sa come distruggere il Metal Gear è il Dr. Madnar, lo scienziato che l'ha progettato e che adesso è tenuto prigioniero da qualche parte. Snake, dopo aver trovato il modo di uscire dalla cella, incontra e sconfigge Shotmaker e Machinegun Kid. Seguendo le indicazioni di altri prigionieri presenti in Outer Heaven, Snake trova Madnar, ma in realtà si tratta di un impostore che gli tende una trappola. Snake riesce a fuggire in tempo, ma subito dopo si trova ad affrontare Fire Trooper.
Dopo averlo sconfitto, Snake trova il vero Dr. Madnar, il quale però non dirà nulla se Snake non trova prima sua figlia Ellen, che è stata presa in ostaggio per costringere lo scienziato a costruire il Metal Gear. Snake trova Ellen e torna da Madnar, che gli spiega come distruggerlo: si deve applicare una serie di cariche di esplosivo sulle gambe, dove la corazza è più sottile, secondo una sequenza ben precisa. Grazie all'aiuto di Jennifer, un'altra agente della Resistenza, Snake riesce a sconfiggere Bloody Brad, il quale ha una tessera che gli permette di proseguire. Snake sconfigge anche Dirty Duck, che teneva prigioniero il fratello di Jennifer, il quale indica a Snake la strada da seguire per uscire da Outer Heaven.
Ormai vicino al Metal Gear, Snake viene a sapere da un prigioniero che il capo di Outer Heaven è Big Boss, il suo comandante. Snake capisce così perché Big Boss aveva cominciato a dargli indicazioni fasulle, che conducevano a trappole. Riuscito comunque a raggiungere la stanza in cui si trova il Metal Gear, Snake lo distrugge, ma subito dopo Big Boss attiva la procedura di autodistruzione della base. Snake inizia così a fuggire dalla base, ma prima si trova faccia a faccia con Big Boss, il quale gli spiega che lo aveva assegnato alla missione pensando che, essendo un principiante, non ce l'avrebbe fatta, evidentemente sbagliando i conti.
Dopo aver sconfitto Big Boss, Snake fugge dalla base appena in tempo prima dell'esplosione. Dopo i titoli di coda, però, appare un messaggio dell'ex-comandante di Snake, il quale non è morto e promette di incontrarlo nuovamente per la resa dei conti.

## Modalità di gioco
Il giocatore si muove in un ambiente bidimensionale, diviso in molte schermate collegate da esplorare. Inizialmente è armato solo di pugni ma in seguito può recuperare armi e altri oggetti. Si tratta di uno dei primi titoli ad includere elementi "stealth", in quanto il giocatore per raggiungere i suoi obiettivi deve evitare la maggior parte dei nemici e infiltrarsi di nascosto evitando lo scontro aperto.
Ogni nuovo ingresso a una schermata diversa ripristinerà la precedente, ciò vale anche per le sub-aree come camion ed edifici. Ponendo il caso che un nemico venga sconfitto al fronte di un camion, se entriamo in quest'ultimo, quando il giocatore uscirà dal camion sarà costretto ad aggirare od affrontare il nemico prima sconfitto.

## Personaggi principali

### Solid Snake
Snake è una giovane recluta dell'unità FOXHOUND. La sua missione consiste nell'infiltrarsi in Outer Heaven e distruggere il Metal Gear. Durante l'operazione trova e libera numerosi prigionieri, i quali gli forniscono consigli utili, e si trova ad affrontare molti nemici. Pur essendo la sua prima missione, riesce a portare a termine tutti gli obiettivi con successo, affermando che « non è stato niente di straordinario ».

### Gray Fox
Gray Fox (Grey Fox nella versione per MSX2) è un membro dell'unità FOXHOUND; si era infiltrato in Outer Heaven qualche giorno prima di Snake, ma era stato catturato e rinchiuso in una cella; prima di essere rinchiuso, riesce ad annunciare la presenza di una terribile arma, il Metal Gear che dà il titolo al gioco, all'interno della base-fortezza. Viene liberato da Snake.

### Madnar
Madnar è lo scienziato che è stato obbligato a costruire il Metal Gear, ed è l'unica persona che sa come distruggerlo. Quando Snake lo trova, Madnar esige che vada a salvare sua figlia Ellen, che è stata rapita, altrimenti non gli rivelerà come distruggere il Metal Gear.

### Ellen
È la figlia del Dr. Madnar. Faceva parte del corpo di ballo del teatro Bol'šoj ed è stata rapita e imprigionata ad Outer Heaven insieme al fratello per costringere loro padre a costruire il Metal Gear. Ellen viene liberata da Snake, mentre del fratello non si hanno altre notizie.

### Schneider
È il capo della Resistenza contro Outer Heaven. Indica a Snake dove trovare oggetti utili. Dopo aver scoperto chi è il capo di Outer Heaven, sta per comunicarlo a Snake, ma la trasmissione viene interrotta e di Schneider non si hanno più notizie.

### Diane
In passato è stata la cantante del gruppo positive punk Thin Wall. Adesso è un'agente della Resistenza insieme al fratello Steve. Diane fornisce a Snake informazioni sui nemici e sulle loro armi.

### Jennifer
Fiera e prudente di carattere, passa a Solid Snake delle informazioni sulle armi dei nemici, ma solo dopo essersi convinta dell'affidabilità di Snake, altrimenti non risponde alle sue chiamate. Anche Jennifer è un membro della Resistenza, e si è infiltrata nello stato-fortezza come elemento del team medico, nel tentativo di liberare suo fratello. Questi è stato rapito ed è tenuto prigioniero da Dirty Duck. Jennifer fornisce a Snake un lanciarazzi indispensabile per sconfiggere Bloody Brad.

### Steve
Fratello maggiore di Diane, è anche lui un membro della Resistenza, ma è meno motivato rispetto a Diane. Comunica anche lui via radio con Snake.

## Boss
Oltre ad un elicottero e un carro armato, nel gioco si devono affrontare i seguenti boss:

### Shotmaker
Shotmaker (Shoot Gunner nella versione per MSX2) è un ex membro della Spetsnaz, abilissimo con il fucile antisommossa (un tipo di fucile a canna liscia). Primo boss affrontato nel gioco, è posto di guardia prima alla cella di Gray Fox, poi proprio a quella di Snake.

### Machinegun Kid
Ex membro del SAS, abile con la mitragliatrice.

### Fire Trooper
Ex membro del GSG-9, abile nell'uso del lanciafiamme.

### Bloody Brad
Bloody Brad (Arnold nella versione originale) è un cyborg modello TX-11 sviluppato dal Dr. Madnar, dotato di intelligenza artificiale che gli permette di combattere autonomamente e ricoperto da una spessa blindatura resistente anche ai colpi dei fucili d'assalto. La sua tecnologia è stata applicata anche per la costruzione del Metal Gear TX-55.

### Dirty Duck
Dirty Duck (Coward Duck nella versione originale) era a capo del gruppo terroristico Egg Plant. Il suo soprannome, in tutte le versioni, fa riferimento al fatto che sia un codardo e ami giocare sporco, utilizzando gli ostaggi come scudi umani e disponendo trappole mortali nell'area in cui viene affrontato. Ad Outer Heaven sorveglia tre prigionieri, tra cui il fratello di Jennifer. La sua arma preferita è il boomerang.

### Metal Gear TX-55
Carro armato bipede in grado di muoversi autonomamente su qualunque tipo di terreno; può lanciare testate nucleari a corto e medio raggio ed è dotato anche di mitragliatrice e missili. Solid Snake lo distrugge prima della sua attivazione.

### Big Boss
Big Boss è il comandante dell'unità FOXHOUND e supporta Snake via radio. Quando Snake è ormai prossimo a raggiungere il Metal Gear, Big Boss inizia a dargli indicazioni fasulle, nel tentativo di farlo cadere in trappola. Snake infatti scopre che il capo di Outer Heaven è proprio Big Boss. Poco prima che la base esploda, Big Boss viene sconfitto da Solid Snake, che scappa dalla base. In seguito Big Boss lo chiama dicendogli che è sopravvissuto e che un giorno si incontreranno di nuovo.

## Colonna sonora
Al tempo dell'uscita del gioco, la colonna sonora dello stesso non è stata pubblicata su un album ad essa dedicato, ma alcuni brani sono stati inclusi, in versione originale o remixata, nella compilation Metal Gear / Solid Snake: Music Compilation of Hideo Kojima / Red Disc uscita su CD il 23 dicembre 1998 (ossia dopo l'uscita di Metal Gear Solid).
Tuttavia, nel dicembre 2019, la casa discografica texana Mondo ha pubblicato su licenza un album contenente la colonna sonora del gioco nella sua versione per MSX2. L'album si intitola Metal Gear Original MSX2 Video Game Soundtrack e consta di nove tracce, per una durata totale di poco superiore agli undici minuti. Il disco è disponibile solo in vinile.

## Differenze tra le versioni MSX2 e NES
- La trama della versione NES è modificata rispetto a quella originale:

1. Snake si infiltra nel territorio di Outer Heaven paracadutandosi nella giungla vicino all'edificio 1 insieme ad altri tre uomini, i quali non vengono mai più visti o menzionati (nella versione MSX2 effettua invece un'infiltrazione solitaria sottomarina);
2. il Metal Gear non si vede mai. L'obiettivo infatti, invece di distruggere l'arma stessa, diventa quello di distruggere un Super Computer che controlla tutti i sistemi del Metal Gear. Tale Super Computer è inesistente nella versione MSX2;
3. nel manuale di gioco della versione NES americana ed europea, l'antagonista principale del gioco (la cui identità non è rivelata fino alla fine) è menzionato come "colonnello Vermon CaTaffy" (una parodia del dittatore libico Muʿammar Gheddafi), mentre il comandante di Snake viene rinominato "Commander South" (parodia del colonnello coinvolto nell'Irangate, Oliver North)[22]. Inoltre la storia di Solid Snake è diversa, sostenendo che ha partecipato all'invasione di Grenada prima di entrare nella FOXHOUND[23]. Va notato che queste alterazioni della trama appaiono solo nel manuale del gioco, ma mai nel gioco stesso.

- Drastici cambiamenti furono portati alla geografia di Outer Heaven:

1. è stata aggiunta una giungla all'esterno dell'edificio 1;
2. i piani sotterranei degli edifici 1 e 2 sono stati spostati in edifici separati, i numeri 4 e 5;
3. l'Hind sul tetto dell'edificio 1 è stato rimosso e sostituito con una coppia di soldati armati di mitragliatrici Gatling, nominati "Twin Shot" nel manuale di gioco;
4. il boss Fire Trooper è stato posizionato di guardia alla cella del Dr. Pettrovich, mentre originariamente era di guardia all'ascensore che portava al piano in cui lo scienziato era detenuto;
5. la sala dove Snake affronta Big Boss è stata spostata da ovest ad est di quella del Metal Gear TX-55 (o del Super Computer, nel caso della versione NES).

- A causa della rivisitazione geografica, molte conversazioni radio risultano errate in quanto non adattate alla nuova geografia. Un esempio è dato quando si contatta Kyle Schneider davanti alla stanza contenente la maschera antigas: invece di parlare di tale oggetto, Schneider fornirà la posizione del rilevatore di mine; questo perché nella versione MSX2 quell'area era prossima ad un campo minato, e nel porting la conversazione non è stata "riposizionata". Altre conversazioni radio invece risultano completamente false: Schneider contatterà Snake sul tetto dell'edificio 1 dicendo che la tuta antiesplosiva si trova al secondo piano, mentre è nell'edificio 4 vicino alla cella di Gray Fox.
- La versione occidentale soffre di una pessima traduzione in inglese. Un esempio è dato dai soldati che si addormentano sul posto di guardia, i quali dicono: "I feel asleep!!" (letteralmente, "mi sento addormentato"). Inoltre il nome di Gray Fox è spesso reso "Grey Fox", così come il nome di Steve è ad un certo punto reso "Stive".
- Nella versione MSX2, Big Boss per distogliervi dal vostro obiettivo finale cerca di convincervi a spegnere la console durante una conversazione radio. Tale conversazione è stata rimossa.
- Il messaggio fuori campo di Big Boss a Snake dopo i crediti alla fine del gioco è stato rimosso.  A causa dell'hardware limitato del NES, il sistema di salvataggio è stato sostituito con uno di password. Anche il continuare dopo un Game Over è stato cambiato: nella versione MSX2 Snake riprendeva dall'ultimo checkpoint con l'inventario che aveva quando l'ha raggiunto, mentre nella versione NES la zona in cui il giocatore continua dipende dal grado, e Snake conserverà l'esatto inventario che aveva nell'istante in cui è morto.
- Nella versione europea il sistema di password è stato alterato per eliminare alcune password ritenute volgari, tra cui la famosa "FUCKM E1111 11111 11111 11111", la quale faceva cominciare il gioco dallo scontro con Big Boss con l'inventario completamente vuoto.

## Sequel e prequel
Nella serie di Metal Gear, oltre al sequel canonico per MSX, uscì poco prima uno spin-off per NES, sequel non canonico, ambientato un anno prima dell'altro.
- Snake's Revenge, ambientato nel 1998
- Metal Gear 2: Solid Snake, ambientato nel 1999

Il gioco avrà cinque prequel con protagonista Big Boss, che ne spiegano il passato prima di diventare l'antagonista di Metal Gear, Snake's Revenge e Metal Gear 2 e prima di creare il vero e proprio stato-fortezza di Outer Heaven.
- Metal Gear Solid 3: Snake Eater, ambientato nel 1964
- Metal Gear Solid: Portable Ops, ambientato nel 1970
- Metal Gear Solid: Peace Walker, ambientato nel 1974
- Metal Gear Solid V: Ground Zeroes, ambientato nel 1975
- Metal Gear Solid V: The Phantom Pain, ambientato nel 1984